# Aderus hedini
Aderus hedini é uma espécie de besouro da família Aderidae. A espécie foi descrita cientificamente por Maurice Pic em 1933. A identificação no género Aderus não é completamente clara, está considerado incertae sedis.

## Distribuição geográfica
Habita na China.